# Тапас
Тапа је предјело или грицкалица у шпанској кухињи. Тапас није посебна врста хране. Било шта може бити тапас - паеља, крокети, шунка и сир на тосту... Све док су мали и сервирани са пићем (бесплатно или уз доплату), то су тапас.
Тапас могу бити хладни (као што су мешавине маслина и сира) или врући (као што су чопитоси, који су поховане, пржене беби лигње. Не могу се сви тапаси јести рукама, неки се послужују у малим земљаним зделицама - cazuelitas.
У неким баровима и ресторанима у Шпанији и широм света, тапас је еволуирао у софистициранију кухињу. Тапас се може комбиновати да би се направио пун оброк. У неким земљама Централне Америке, такве грицкалице су познате као бокас. У деловима Мексика, слична јела се називају ботанас.

## Историја
Реч „тапас“ потиче од шпанског глагола тапар, „покрити“, сродно енглеском топ.
У Шпанији пре 19. века тапас су служили специјални објекти - гостионице, нудећи оброке и собе за путнике. Пошто је мало гостионичара умело да пише, а мало путника да чита, гостионице су својим гостима нудиле узорке јела на располагању, на „тапа” (реч за поклопац за лонац на шпанском).
Према Joy of Cooking, оригинални тапас су биле танке кришке хлеба или меса које су људи који пију вино шери у андалузијским тавернама користили да прекривају чаше између гутљаја. Ово је била практична мера која је требало да спречи да воћне мушице лебде изнад слатког вина. Месо које се користило за покривање вина је обично шунка или кобасица ћоризо, који су веома слани и изазивају жеђ. Због тога су бармени и власници ресторана креирали разне грицкалице за сервирање са вином, чиме су повећавали продају алкохола. Тапас је на крају постао важан као и вино.
Тапас је еволуирао кроз шпанску историју укључивањем нових састојака и утицаја. Већи део Пиринејског полуострва заузели су Римљани, који су увели екстензивнији узгој маслина након своје инвазије на Шпанију 212. п. н. е. и методе наводњавања. Откриће Новог света донело је увођење парадајза, слатке и љуте паприке, кукуруза и кромпира, који су били лако прихваћени и лако узгајани у микроклимама Шпаније.
Постоји много такмичења у тапасу широм Шпаније, али постоји само једно национално такмичење у тапасу, које се обележава сваке године у новембру. Од 2008. град Ваљадолид и Међународна школа кулинарских уметности  прослављају Међународно такмичење у тапасу за кулинарске школе. Разне школе из целог света сваке године долазе у Шпанију да се такмиче за најбољи концепт тапа.

## Порекло
Иако је примарно значење тапе поклопац, у Шпанији је такође постао израз за овај стил хране. Порекло овог новог значења је неизвесно, али постоји неколико теорија:
- Тапас традиција је можда почела када се краљ Алфонсо X од Кастиље опоравио од болести пијући вино са малим јелима између оброка. По повратку здравља, краљ је наредио да кафане не смеју да служе вином муштерије осим ако уз то не буде мала закуска или „тапа“.[11]
- Друго популарно објашњење каже да је краљ Алфонсо XIII свратио у чувену таверну у Кадизу (андалузијски град) где је наручио чашу вина. Конобар је покрио чашу парчетом сушене шунке пре него што је понудио краљу, како би заштитио вино од песка са плаже, јер је Кадиз ветровито место. Краљ је, након што је попио вино и појео тапу, наручио још једно вино "са поклопцем".[12]

## Врсте тапаса
Примери тапаса:
- Jamón, Queso y Chorizo - Шунка, сир и ћоризо на хлебу
- Tortilja Española - Омлет са јајима, кромпиром и луком
- Patatas Bravas - Кромпир са зачињеним браварским сосом
- Patatas Alioli - Кромпир са алиоли сосом
- Gambas al Ajillo - Шкампи са белим луком
- Calamares Fritos - Calamares a la Romana - Похована лигње
- Aceitunas a la Madrileña - Маслине a la madrilene
- Croquetas de Jamón - Крокети са шунком
- Huevos Rellenos de Atun - Дивља јаја са туном
- Banderillas - Кикирики, црни лук и паприка[13]